# Пантелеев, Андрей Владимирович
Андрей Владимирович Пантелеев — российский учёный в области прикладной математики и кибернетики, доктор физико-математических наук (1993), профессор (1998).

## Биография
Родился 30.05.1955 в Москве.
Окончил МВТУ им. Н. Э. Баумана (1978).
С 1979 г. работает в МАИ (Московский авиационный институт), профессор, с 2007 г. заведующий кафедрой математической кибернетики.
Читаемые курсы: математический анализ, линейная алгебра, теории функций комплексного переменного, дифференциальные уравнения, дискретная математика, теория оптимизации и численные методы, теория управления, математические методы синтеза алгоритмов управления летательными аппаратами в условиях неопределенности, методы синтеза новых классов систем управления.
По совместительству — профессор ГосНИИАС.
Автор более 250 научных работ.
Список публикаций:
- https://scholar.google.ru/citations?user=ALbXoGIAAAAJ&hl=ru
- http://www.mathnet.ru/rus/person/54097

Доктор физико-математических наук (1993), профессор (1998).
Почетный работник высшего профессионального образования Российской Федерации (2013).
Сфера научных интересов:
- методы синтеза нечеткого управления нелинейными динамическими системами;
- синтез оптимальных непрерывных, дискретных и непрерывно-дискретных детерминированных и стохастических систем при неполной непрерывной и дискретной информации;
- методы анализа нелинейных стохастических систем;
- метаэвристические алгоритмы поиска глобального экстремума функций;
- новые информационные технологии создания электронных учебников, систем тестирования знаний по дисциплинам прикладной математики.

Монографии:
- Пантелеев А. В., Семенов В. В. Синтез оптимальных систем управления при неполной информации.- М.: Изд-во МАИ, 1992.-191 с.
- Пантелеев А. В., Рыбаков К. А., Сотскова И. Л. Спектральный метод анализа нелинейных стохастических систем управления.- М.: Вузовская книга, 2006.- 392 с.
- Пантелеев А. В. Оптимальные нелинейные системы управления: синтез при неполной информации.- М.: Вузовская книга, 2008.- 192 с.
- Пантелеев А. В., Руденко Е. А., Бортаковский А. С. Нелинейные системы управления: описание, анализ и синтез.- М.: Вузовская книга, 2008.- 312 с.
- Пантелеев А. В. Метаэвристические алгоритмы поиска глобального экстремума.- М.: Изд-во МАИ-ПРИНТ, 2009.- 160 с.
- Пантелеев А. В., Рыбаков К. А. Прикладной вероятностный анализ нелинейных систем управления спектральным методом.- М.: Изд-во МАИ-ПРИНТ, 2010.- 160 с.
- Пантелеев А. В., Рыбаков К. А. Методы и алгоритмы синтеза оптимальных стохастических систем управления при неполной информации.- — М.: Изд-во МАИ, 2012. — 160 с.
- Пантелеев А. В. Применение эволюционных методов глобальной оптимизации в задачах оптимального управления детерминированными системами.- М.: Изд-во МАИ, 2013. — 160 с.
- Пантелеев А. В., Метлицкая Д. В., Алешина Е. А. Методы глобальной оптимизации. Метаэвристические стратегии и алгоритмы. — М.: Вузовская книга, 2013.- 244 c.
- Пантелеев А. В., Рыбаков К. А., Сотскова И. Л. Спектральный метод анализа нелинейных стохастических систем управления.- М.: Вузовская книга, 2015.- 2-е изд.- 392 с.
- Пантелеев А. В., Скавинская Д. В., Алешина Е. А. Метаэвристические алгоритмы поиска оптимального программного управления.- М.: ИНФРА-М, 2016. 396 с.
- Panteleev A., Panovskiy V. Interval Analysis: Introduction, Methods and Applications. Chapter 2: Interval Methods of Global Constrained Optimization. — New York: Nova Publishers, 2017. — P. 33-120.
- Panteleev A., Panovskiy V. Robust and Constrained Optimization. Methods and Applications / ed. D. Clark / Chapter 5: Application of Metaheuristic Algorithms of Global Constrained Optimization to Optimal Open Loop Control Problems. — P. 149—190. — Nova Science publishers, New York, 2019.
- Пантелеев А. В. Метаэвристические алгоритмы оптимизации законов управления динамическими системами.- М.: Факториал, 2020. 564 с.
- Пантелеев А. В., Скавинская Д. В. Метаэвристические стратегии и алгоритмы глобальной оптимизации.- М.: Факториал, 2023, 564 с.
- Пантелеев А. В., Каранэ М.М.С. Мультиагентные и биоинспирированные методы оптимизации технических систем.- М.: Доброе слово и Ко, 2024, 336 с.

Автор двух разделов энциклопедии:
- Машиностроение. Энциклопедия.- том I-1, Математика / Под. общ. ред У. Г. Пирумова, В. С. Зарубина.- Машиностроение, 2003, 992 с. Раздел 21. Методы оптимизации (Пантелеев А. В., Летова Т. А.). Раздел 22. Математическая теория оптимальных процессов управления (Пантелеев А. В.)

Учебники и учебные пособия:
- Методы описания, анализа и синтеза нелинейных систем управления / В. В. Семенов, А. В. Пантелеев, Е. А. Руденко, А. С. Бортаковский — М.: Изд-во МАИ,1993.-312 с.
- Пантелеев А. В., Летова Т. А. Теория оптимизации для инженеров и экономистов. — М.: Вузовская книга, 2016. — 568 с.
- Пантелеев А. В., Кудрявцева И. А. Численные методы для инженеров и экономистов.- М.: Факториал.- 2017.- 416 с.
- Пантелеев А. В., Бортаковский А. С., Летова Т. А. Оптимальное управление в примерах и задачах. М.: Изд-во МАИ,1996.-211 с.
- Пантелеев А. В., Якимова А. С., Босов А. В. Обыкновенные дифференциальные уравнения в приложениях к анализу динамических систем. — М.: Изд-во МАИ, 1997.- 188 с.
- Семенов В. В., Пантелеев А. В., Бортаковский А. С. Математическая теория управления в примерах и задачах. — М.: Изд-во МАИ, 1997.- 264с.
- Летова Т. А., Пантелеев А. В. Экстремум функций в примерах и задачах. — М.: Изд-во МАИ, 1998.- 376 с.
- Пантелеев А. В., Якимова А. С. Теория функций комплексного переменного и операционное исчисление в примерах и задачах. — М.: Изд-во МАИ, 1998. — 448 с.
- Пантелеев А. В. Вариационное исчисление в примерах и задачах. — М.: Изд-во МАИ, 2000. — 228 с.
- Пантелеев А. В., Якимова А. С., Босов А. В. Обыкновенные дифференциальные уравнения в примерах и задачах. — М.: Изд-во МАИ, 2000. — 380 с.
- Киреев В. И., Пантелеев А. В. Численные методы в примерах и задачах. — М.: Изд-во МАИ, 2000. — 376 с.
- Пантелеев А. В., Якимова А. С. Теория функций комплексного переменного и операционное исчисление в примерах и задачах. — М.: Изд-во Вузовская книга, 2012. — 448 с.
- Пантелеев А. В. Вариационное исчисление в примерах и задачах. — М.: Изд-во Вузовская книга, 2012. — 228 с.
- Пантелеев А. В., Якимова А. С., Босов А. В. Обыкновенные дифференциальные уравнения: основы теории и алгоритмы решений. — М.: Изд-во Вузовская книга, 2012. — 380 с.
- Пантелеев А. В., Якимова А. С., Босов А. В. Обыкновенные дифференциальные уравнения в примерах и задачах. — М.: Высшая школа, 2001. — 376 с.
- Пантелеев А. В., Якимова А. С. Теория функций комплексного переменного и операционное исчисление в примерах и задачах. — М.: Высшая школа, 2001. — 446 с.
- Пантелеев А. В., Летова Т. А. Методы оптимизации в примерах и задачах. — М.: Высшая школа, 2002. — 544 с.
- Пантелеев А. В., Бортаковский А. С. Теория управления в примерах и задачах. — М.: Высшая школа, 2003. — 584 с.
- Киреев В. И., Пантелеев А. В. Численные методы в примерах и задачах.- М.: Высшая школа, 2004. — 480 с.
- Бортаковский А. С., Пантелеев А. В. Линейная алгебра в примерах и задачах. — М.: Высшая школа, 2005. — 584 с.
- Пантелеев А. В., Летова Т. А. Методы оптимизации в примерах и задачах. — М.: Высшая школа, 2005. Изд. 2-е, испр. — 544 с.
- Бортаковский А. С., Пантелеев А. В. Аналитическая геометрия в примерах и задачах. — М.: Высшая школа, 2005. — 496 с.
- Киреев В. И., Пантелеев А. В. Численные методы в примерах и задачах.- М.: Высшая школа, 2005. Изд. 2-е, испр. — 480 с.
- Бортаковский А. С., Пантелеев А. В. Основы линейной алгебры.- М.: Доброе слово, 2006.- 120 с. (Современное бизнес-образование).
- Вариационное исчисление в примерах и задачах. — М.: Высшая школа, 2006. — 272 с.
- Бортаковский А. С., Пантелеев А. В. Практикум по линейной алгебре и аналитической геометрии.- М.: Высшая школа, 2007. — 352 с.
- Пантелеев А. В., Якимова А. С. Теория функций комплексного переменного и операционное исчисление в примерах и задачах. — М.: Высшая школа, 2-е изд., 2007. — 448 с.
- Киреев В. И., Пантелеев А. В. Численные методы в примерах и задачах. — М.: Высшая школа, 3-е изд., 2008. — 480 с.
- Пантелеев А. В., Летова Т. А. Методы оптимизации в примерах и задачах. — М.: Высшая школа, 3-е изд., 2008. — 544 с.
- Бортаковский А. С., Пантелеев А. В. Линейная алгебра в примерах и задачах. — М.: Высшая школа, 2-е изд., 2010. — 584 с.
- Бортаковский А. С., Пантелеев А. В. Практический курс линейной алгебры и аналитической геометрии: учебное пособие с мультимедиа сопровождением. — М.: Логос, 2008. — 328 с. (Новая университетская библиотека).
- Пантелеев А. В., Якимова А. С., Рыбаков К. А. Обыкновенные дифференциальные уравнения. Практический курс: учебное пособие с мультимедиа сопровождением. — М.: Логос, 2010. — 384 с.
- Пантелеев А. В., Летова Т. А. Методы оптимизации. Практический курс: учебное пособие с мультимедиа сопровождением. — М.: Логос, 2011. — 424 с.
- Пантелеев А. В. Учебно-методический комплекс по курсу «Теория оптимизации и численные методы». — М.: Доброе слово, 2012. — 260 с.
- Бадалова А. Г., Пантелеев А. В. Управление рисками деятельности предприятия.- М.: Вузовская книга, 2-е изд., 2016.- 234 с.
- Бадалова А. Г., Пантелеев А. В. Управление рисками деятельности предприятия.- М.: Вузовская книга, 3-е изд., 2017.- 234 с.
- Пантелеев А. В. Учебно-методический комплекс по курсу «Теория оптимизации и численные методы». — М.: Изд-во «Доброе слово», 2014. — 2-е изд., стер.- 260 с.
- Бадалова А. Г., Пантелеев А. В. Управление рисками деятельности предприятия.- М.: Вузовская книга, 2015.- 234 с.
- Бортаковский А. С., Пантелеев А. В. Линейная алгебра и аналитическая геометрия. Практикум.- 2-е изд., стер.- М.: ИНФРА-М, 2015. — 352 с.
- Бортаковский А. С., Пантелеев А. В. Линейная алгебра в примерах и задачах. — 3-е изд., стер.- М.: ИНФРА-М, 2015. — 592 с.
- Бортаковский А. С., Пантелеев А. В. Аналитическая геометрия в примерах и задачах. — 2-е изд., стер.- М.: ИНФРА-М, 2016. — 496 с.
- Пантелеев А. В., Бортаковский А. С. Теория управления в примерах и задачах. — М.: ИНФРА-М, 2-е изд., 2016. — 584 с.
- Пантелеев А. В., Якимова А. С., Рыбаков К. А. Обыкновенные дифференциальные уравнения. Практикум.- М.: ИНФРА-М.- 432 с.
- Пантелеев А. В., Кудрявцева И. А. Численные методы. Практикум.- М.: ИНФРА-М.- 2017.- 512 с.
- Пантелеев А. В., Савостьянова Н. И., Федорова Н. М. Математический анализ.- М.: ИНФРА-М, 2020.- 502 с.
- Киреев В. И., Пантелеев А. В. Численные методы в примерах и задачах.- СПб.: Издательство «Лань», 2015. Изд. 4-е, испр. — 448 с.
- Пантелеев А. В., Якимова А. С. Теория функций комплексного переменного и операционное исчисление в примерах и задачах. — СПб.: Издательство «Лань», 2015. Изд. 3-е, испр. — 448 с.
- Пантелеев А. В., Летова Т. А. Методы оптимизации в примерах и задачах. — СПб.: Издательство «Лань», 2015. Изд. 4-е, испр. — 512 с.
- Пантелеев А. В., Скавинская Д. В. Метаэвристические алгоритмы глобальной оптимизации.- М.: Вузовская книга, 2019.- 332 с.
- Пантелеев А. В., Скавинская Д. В. Метаэвристические алгоритмы оптимизации в задачах управления динамическими системами.- М.: Факториал, 2019.- 352 с.
- Бадалова А. Г., Пантелеев А. В. Промышленный риск-менеджмент. — М.: Доброе слово, 2018. — 288 с.
- Пантелеев А. В., Летова Т. А., Савостьянова Н. И., Федорова Н. М. Математические модели и методы в менеджменте. — М.: Доброе слово, 2018. — 384 с.
- A.S. Bortakovskiy, A.V. Panteleev, V.N. Panovskiy. Linear Algebra and Analytic Geometry: textbook. — М.: «Dobroe Slovo», 2019. — 256 p.
- Пантелеев А. В., Савостьянова Н. И., Федорова Н. М. Математический анализ. — М.: ИНФРА-М, 2020. — 502 с.